# ゼネラル・エレクトリック YF120
YF120はゼネラル・エレクトリック（現GE・アビエーション）が1980年代後半から1990年代初頭にかけてアメリカ空軍の先進戦術戦闘機（ATF）計画のために設計・開発された、先進的なターボファンエンジンである。

## 概要
低速時にはターボファン、高速時にはターボジェットと飛行状態に応じて作動のサイクル（方式）を切り替える事のできる可変サイクルを採用している。これによって、広い飛行範囲に適応できるとされた。だが、ATFではプラット・アンド・ホイットニー社のF119に採用を奪われている。詳細は公表されていないものの、YF120-GE-100はYF119-PW-100に比べて推力は勝るが、YF119は期待された推力を満たしつつ、低価格であったためとされる。また、可変サイクルは流入空気の切り替えバルブを必要とするなど機構が複雑となり、開発と生産コストの増大、開発の技術的リスクも大であることが懸念されたためとされる。
だが、1996年にGEはロールス・ロイスとアリソンと共同で、ジョイントストライクファイター用のYF120を開発することを選んだ。後にこれはF136の共同開発となった。しかし、こちらも予算の関係で開発が中止された。